# Каррикфергус (район)
Каррикфергус (англ. Carrickfergus Borough Council) — район, существовавший до 1 апреля 2015 года в Северной Ирландии в графстве Антрим.
В 2011 году планировалось объединить район с районами Ларн и Баллимина, однако в июне 2010 года Кабинет министров Северной Ирландии сообщил, что не может согласиться с реформой местного самоуправления и существующая система районов останется прежней в обозримом будущем.
С 1 апреля 2015 года объединен с районами Ларн и Баллимина в район Мид-энд-Ист-Антрим.